# Relaciones Costa Rica-Países Bajos
Las relaciones Costa Rica-Países Bajos se refieren a las relaciones internacionales que existen entre Costa Rica y Países Bajos.
Las relaciones entre Costa Rica y los Países Bajos se formalizaron mediante la firma el 12 de julio de 1852, del tratado de amistad, comercio y navegación.

## Relaciones diplomáticas
- Costa Rica tiene una embajada en La Haya.[2]
- Países Bajos tiene una embajada en San José.[3]